# リプレイ (パチスロ)
リプレイ（Replay）とは、パチスロにおいて次のプレイがベットを行わずに遊技可能となる絵柄の組み合わせのことをいう。パチスロの検定規則（遊技機の認定及び型式の検定等に関する規則）上の呼称は再遊技（さいゆうぎ）である。

## 概要
機種により指定されたリプレイ絵柄が揃うと、そのゲームのベット枚数を維持した状態で次ゲームをプレイすることができる。次ゲーム以降連続で揃っても有効であり、リプレイが不成立となるゲームまでコインを消費せずプレイし続けることができる。
パチスロの検定規則上、最大ベット枚数を満たしていない（1、2枚掛け）状態で成立したリプレイに追加ベットして最大ベット数でゲームに臨むなどといったことはできず、掛け数を変更したい場合はリプレイ不成立を待たなければならない。また、リプレイで得られるベット枚数分を手持ちコインとして清算することはできない。
以前、パチスロ機種のほとんどでは、リプレイが表示された状態でコインを追加投入してクレジットを増加させることはできず、投入したコインは払い出し口より下皿に戻されるが、検定規則上遊戯中やリプレイ成立中のクレジットの増加は禁止されておらず、なぜか殆どの機種がそのような仕様であった。。現に2013年より増加した「高純増AT機」の一部を境に、リプレイ成立後にもコインを投入してクレジットを増加させることが出来る機種が増え、2017年現在はノーマルタイプも含め最新機種はほぼ全てできるようになっている。

## 歴史
パチスロの歴史において、3号機まではリプレイは存在せず、4号機から搭載された。リプレイが搭載されることになった理由は、「風俗営業等の規制及び業務の適正化等に関する法律施行規則」において「一分間におおむね四百円の遊技料金に相当する数を超える数の遊技メダル（中略）を使用して遊技をさせることができる性能を有する遊技機」が「著しく射幸心をそそるおそれのある遊技機」としてパチンコ店への設置が禁止されており、リプレイを搭載しない3号機の仕様ではこれに抵触するためであった。
リプレイフラグの抽選確率は1/7.3以上と定められた。ただし、抽選確率の規定が正式に検定規則に取り入れられたのは5号機からである。
4号機時代最初期は解釈基準上リプレイ絵柄揃いを「入賞」としていたが、のちに解釈基準の変更が行われ、入賞として扱われなくなった。これと同時に、ホールコンピュータにプレイ数を伝える信号のうち、リプレイが揃った次のプレイを1プレイとしてカウントしないことになったが、パチンコ店およびプレイヤーの混乱を招いたこともあり、再び1プレイとしてカウントするようになった。また、4号機では通常時に小役（入賞絵柄）の抽選確率を変動させることは認められていなかったが、リプレイは入賞ではないため抽選確率の変動が認められるという解釈を生みだした。また4号機では、リプレイが成立してもリプレイ図柄が揃わないことが認められていて、内部にて超高確率でリプレイを抽選しつつも、リール制御振り分けにてその大半を揃わなくさせているストック機が誕生するきっかけとなった。
5号機ではリプレイタイムが正式に検定規則に取り入れられた代わりに、解釈基準によりリプレイ絵柄の取りこぼしが禁止され、リプレイフラグが成立したときには必ずリプレイ絵柄が揃わなければならないようになった。（ただしリール自動停止による強制とりこぼしと、CT中に1リール確定小役と同時入賞する場合を除く）そのため、内部でボーナスが成立していても、リール制御上リプレイが優先されることにより、リプレイ成立時にはボーナスを揃えることはできない。このことを利用して、特定の小役が成立するとリプレイの確率が数ゲームの間高くなり、ボーナスを揃えにくくし打ち手に期待感を持たせる機種も登場している（大都技研の『シェイクII』など）。

## 特殊リプレイ
4号機まではリプレイのフラグを複数搭載している機種は存在しなかったが、5号機になり複数のリプレイフラグを持つ機種が登場した（最初の機種はロデオの『ど根性ガエル』）。複数のリプレイフラグを持つ機種の場合、一般に通常時に低確率で抽選されているフラグに対応するリプレイ絵柄の組み合わせを特殊リプレイ・チャンスリプレイなどと呼ぶ。これに対し、通常時に高確率で抽選されているフラグに対応するリプレイ絵柄を通常リプレイ・普通リプレイと呼ぶこともある。
特殊リプレイ絵柄揃いがリプレイタイム突入の契機になる機種もある。また、特殊リプレイフラグは高確率でボーナスフラグと重複当選する機種もあり（JPSの『2027』など）、いずれの場合も通常リプレイ絵柄揃いに比べてコイン枚数増加への期待度が高まることが多い。
リプレイタイムを出玉増加の主とし、ボーナスを搭載しない（もしくは低確率のプレミア扱いとする）機種では、7揃いやBAR揃いをリプレイ図柄として大当たり開始の合図として揃えさせることがある。

## 5号機AT機におけるリプレイ
2012年頃より、通常時は小役をほとんど取りこぼし、大当たり(AT)状態になると小役のナビが発生するためメダルが増加する5号機版AT機が登場している。このAT機では通常時からリプレイ確率を上げることで、検定試験では出玉率の規制に抵触しないようにしているが、通常時にもかかわらずリプレイばかりが揃うという、これまでの機種と比べると違和感のある仕様となった。このため、ベル、チェリー、スイカなどの小役として使われていた図柄をリプレイに用い小役に見せかけ、成立してもコイン投入が可能な機種もある。また、小役に見せかけたリプレイ揃いでフリーズを発生させ、BETを押さないとフリーズが解除されない機種もある。

## 派生用法
4号機ではリプレイ絵柄はBIG中のJAC IN絵柄としても用いられるようになった（リプレイ絵柄がJAC IN絵柄でない機種もわずかに存在した）。このため、BIG中にJAC IN絵柄をはずす攻略法が「リプレイはずし」と呼ばれるようになった。